# فرودگاه ژوآسابا
فرودگاه ژوآسابا (به انگلیسی: Joaçaba Airport) (به زبان بومی: Aeroporto Municipal Santa Terezinha) یک فرودگاه همگانی مسافربری با کد یاتا JCB است که یک باند فرود آسفالت دارد و طول باند آن ۱۲۶۰ متر است. این فرودگاه در شهر ژوآسابا کشور برزیل قرار دارد و در ارتفاع ۷۷۶ متری از سطح دریا واقع شده‌است.